# 캐시 롱

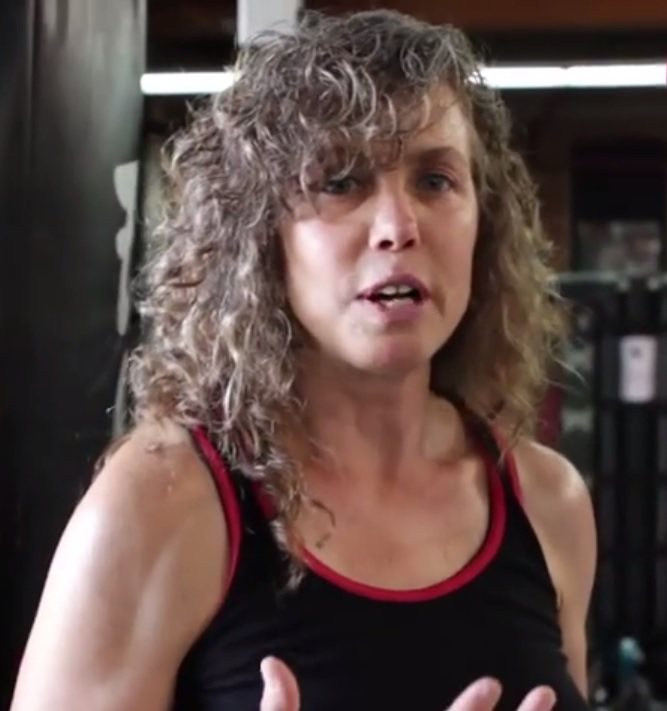

캐시 롱(Kathy Long, 1964년 4월 21일 ~ )은 미국의 배우, 킥복싱 선수, 영화배우, 안무가, 스턴트 배우이다.
세인트루이스에서 태어났다.

## 영화
- 로미와 미셀 (1997년)
- 리벤지 걸 (1995년)
- 아이언피스트 (1995년)
- 올리버 스톤의 킬러 (1994년)
- 사이보그 나이트 (1993년)
- 분노의 집행자 (1992년)